# Kill screen
Kill screen är en nivå i ett dator- eller tevespel (oftast ett arkadspel) som omöjliggör för spelaren att ta sig vidare på grund av programmeringsfel eller designmissar. Istället för att spelet tar slut på ett naturligt sätt så kommer det att krascha, frysa eller bete sig så felaktigt att fortsatt spelande blir omöjligt.
Spel, precis som annan programvara, kan vara utsatta för buggar, men en bugg är inte automatiskt en kill screen. För att en bugg ska räknas som en kill screen så måste buggen konsekvent inträffa på samma ställe i spelet och förhindra fortsatt spelande. Den vanligaste orsaken till denna typ av buggar är förbiseende av att variablers storlek överskrids, så kallad overflow, på grund av att någon räknare blir större än någon förutsett.

## Särskilda kill screener

### Donkey Kong
Donkey Kong hade en kill screen på nivå 22. Denna kill screen berodde på en miss av utvecklarna på grund av att tidsfristen man hade på varje nivå räknades ut med en algoritm. Tidsfristen räknades ut med formeln 100×(10×(level + 4)). När nivån nådde 22 läste spelet in 100×(10×(22+4)), eller 100×260. Men 8-bitsräknaren startar om på 256 vilket betyder att spelet istället beräknar 100*4. Detta ger en så kort tid att det helt enkelt blir omöjligt att klara nivån inom den givna tidsfristen.